# Bahiya al-Hariri

Bahiya al-Hariri

Bahiya al-Hariri (arabisch بهية الحريري; * 23. Juni 1952 in Sidon, Libanon) ist eine sunnitische libanesische Parlamentsabgeordnete und Schwester des früheren libanesischen Premierministers Rafiq al-Hariri.
Im Jahre 1970 machte sie ihren Abschluss auf einem Lehrerseminar und arbeitete bis 1979 als Lehrerin. Ab 1979 stand sie der von ihrem Bruder gegründeten Hariri Foundation vor. 1992 gewann sie erstmals den für die Sunniten bestimmten Sitz im Wahlbezirk Sidon. 1996, 2000 und nach dem Attentat auf den Fahrzeugkonvoi ihres Bruders Rafiq am 14. Februar 2005 bei den Parlamentswahlen im Juni 2005 konnte sie den Sitz erneut gewinnen.
Sie sitzt derzeit der parlamentarischen Kommission für Bildung und Kultur der Nationalversammlung vor und ist Mitglied im Ausschuss für auswärtige Angelegenheiten und der Einwanderung.
Sie ist auch eine Sonderbotschafterin der UNESCO und Vizepräsidentin der interparlamentarischen Kommission der Arabischen Union für Belange der Frauen.
Seit 1992 ist Bahiya al-Hariri im Aufsichtsrat der Libanesisch-Amerikanischen Universität.